# Soldadura por ola
La soldadura por olas es una técnica de soldadura para producción a gran escala en el que los componentes electrónicos son soldados a la placa de circuito impreso. El nombre proviene del uso de olas de pasta de soldadura fundida para unir el metal de los componentes a la placa del PCB. El proceso utiliza un tanque que contiene una cantidad de soldadura fundida. Los componentes se insertan en o se colocan sobre el PCB y ésta atraviesa una cascada de fluido soldante. Las zonas metálicas quedan expuestas creando una conexión eléctrica. Este proceso es mucho más rápido y se puede crear un producto de calidad superior en comparación con la soldadura manual.
La soldadura por ola se usa para el montaje de circuitos impresos, tanto de componentes through-hole, como de montaje superficial (SMD). En este último caso, los dispositivos se pegan sobre la superficie de la placa antes de que pase a través de la soldadura fundida. Como los componentes through-hole han sido sustituidos en gran parte por componentes de montaje superficial, el proceso de soldadura por ola ha sido sustituido por el método de Soldadura por refusión en muchas aplicaciones electrónicas a gran escala. Sin embargo, todavía existe un cierto uso del método de soldadura por ola en el que los dispositivos SMD no son muy adecuados (por ejemplo, dispositivos de gran potencia y con un gran número de pines) o cuando los elementos through-hole predominan.

## Proceso de soldadura por ola
Pese a que existen numerosos tipos de máquinas de soldadura por ola, todas poseen unos principios y componentes comunes. Básicamente, una máquina de soldadura tiene tres zonas claramente diferenciadas: zona de precalentamiento, zona de aplicación del fundente y zona de soldadura. Dependiendo del tipo de fundente o flux empleado, se puede hablar de una cuarta zona dedicada a la limpieza del PCB. Durante todo el proceso, se hace uso de una cinta transportadora para mover la placa entre las distintas etapas. En ellas, el equipamiento básico consiste en un contenedor donde el fundente se halla fundido para su utilización en el proceso de soldadura, un equipo de bombeo para producir la ola, un aerosol para aplicar el fundente y una placa para el precalentado.
El soldante consiste típicamente en una mezcla de varios metales. Normalmente se compone de un 50% de estaño, 49,5% de plomo y un 0,5% de antimonio.

## Características
El proceso de soldadura por ola está caracterizado por:
- La soldadura es fiable y limpia.
- Proceso automatizado.
- Reutilización del fundente y material de soldadura sobrantes.
- Se requiere inspección posterior, retoques y someter a test.
- Aumento en la productividad y eficiencia.[1]

## Aplicación del fundente

### Spray
consiste en un sistema automatizado el cual rocía una capa de flux debajo de la placa de circuito.

### Espuma
Consiste en "rodillo" de piedra porosa; se le hacer circular aire a través de él; y al estar sumergido en una charola llena de flux produce la espuma; requiere muy baja presión y flujo de aire alrededor de 5-10 psi.
La espuma se puede "conducir" con una estructura de acero inoxidable u otro material de alta pureza resistente a la oxidación; de tal forma que se genere una superficie de contacto hacia el pcb a soldar.

## Precalentamiento
Etapa del sistema industrial, donde la tarjeta pasa de forma gradual desde su temperatura ambiente a un valor que conduzca a la evaporación de los componentes volátiles del Flux y que además proteja los componentes electrónicos y la tarjeta de daños ocasionados por fatiga termina